# Patricia (Schiff, 1899)
Die 1899 in Dienst gestellte Patricia der Hamburg-Amerikanische Packetfahrt-Actien-Gesellschaft (HAPAG) war das vierte und letzte Schiff der großen P-Dampfer der Hamburger Reederei. Die bei AG Vulcan in Stettin gebaute Patricia kam nach den Schwesterschiffen Pennsylvania von Harland & Wolff sowie Pretoria und Graf Waldersee von Blohm & Voss auf der Linie von Hamburg nach New York zum Einsatz, um Auswanderer in die USA zu bringen.
Ab 1910 wurde die Patricia auch für Ablösungstransporte für die Garnison im Pachtgebiet Kiautschou und das ostasiatische Kreuzergeschwader nach Tsingtau in China eingesetzt und war das größte europäische Handelsschiff, das bis 1914 die Strecke nach Ostasien befuhr.
Bei Kriegsbeginn wurde sie in Hamburg aufgelegt und 1919 an die Alliierten ausgeliefert. Im Dienst der United States Navy transportierte sie 1919 amerikanische Truppen aus Europa zurück in die Heimat. 1920 erfolgten weitere Einsätze als Truppentransporter für Großbritannien, ehe sie Ende 1921 in Blyth abgebrochen wurde.

## Im Dienst der HAPAG
Die am 20. Februar 1899 beim Stettiner Vulcan vom Stapel gelaufene Patricia wurde am 30. Mai 1899 als letzter der vier großen P-Dampfer der HAPAG übergeben. Die Stettiner Werft baute in Deutschland zu dieser Zeit die größten Handelsschiffe, zuletzt den NDL-Schnelldampfer Kaiser Wilhelm der Große.
Auch die Hapag hatte unter anderem schon die Schnelldampfer Augusta Victoria und Fürst Bismarck sowie zwei „kleine P-Dampfer“ (Patria und Palatia) von 7.300 BRT geliefert.
Die Patricia trat am 7. Juni 1899 ihre Jungfernfahrt aus Hamburg nach New York an. Mit ihren Schwesterschiffen bildete sie die „2.Klasse“ der von HAPAG auf dem Nordatlantik eingesetzten Passagierschiffen. Auf der Ausreise liefen die Schiffe in der Regel Boulogne zeitweise auch Plymouth oder Dover an, auf der Rückreise bei Bedarf Plymouth und Cherbourg. Trotz der luxuriösen Unterbringung von über 300 Kabinenpassagieren stand die Nutzung der Schiffe für den Auswanderer- und Frachtverkehr im Vordergrund. Allerdings konnten die Kapazitäten nicht voll ausgelastet werden. Die Passagierzahlen für 1903 ergeben für acht Reisen in die USA nur knapp 15000 Passagiere. Nur auf den Reisen im April und Mai war das Schiff voll ausgelastet. In Boulogne-sur-Mer sind auf den Reisen 702 Passagiere zugestiegen, in dem in diesem Jahr auf der Ausreise regelmäßig angelaufenen Plymouth nur 162.
Zur Saison 1910 erfolgte ein Umbau der Passagiereinrichtung wie auf den Schwesterschiffen, so dass nur noch Kabinen II. Klasse angeboten wurden. Mit einem Platzangebot für 400 Passagiere II. Klasse und 2.400 Zwischendecks-Passagiere ergab die neue Vermessung jetzt 14.472 BRT.
Am 2. Januar 1910 überrannte die Patricia in der Elbmündung bei Nebel das alte Feuerschiff Elbe 5, dessen Besatzung gerettet werden konnte. Trotz des Unfalls konnte das Schiff am 8. Januar in Wilhelmshaven den Ablösungstransport für die deutsche Garnison in Tsingtau übernehmen. Auf ihrer ersten Reise nach Ostasien traf die Patricia als bislang größtes Handelsschiff am 18. Februar in Tsingtau ein, um schon am 26. die Rückreise anzutreten. Am 7. April wieder in Wilhelmshaven eingetroffen, übernahm sie dort den Ablösungstransport für das deutsche Kreuzergeschwader in Ostasien, mit dem sie am 18. April erneut auslief. Am 15. Juli kehrte das Schiff nach Bremerhaven mit den abgelösten Mannschaften zurück.
Die Patricia wickelte 1912 wieder den „Ablösungstransport für das Gouvernement Kiautschou“ sowie die Flusskanonenboote Vaterland, Tsingtau und Otter von ausreisenden 1162 Mann vom 6. Januar 1912 bis zum 30. März und dann noch den Transport für das Kreuzergeschwader bis zum 9. Juli 1912 ab. In der zweiten Jahreshälfte kam die Patricia wieder auf ihrer Stammstrecke nach New York als Auswandererschiff zum Einsatz, auf der sie noch drei Reisen durchführte. 1913 folgten acht weitere Reisen, auf denen die Patricia insgesamt über 16.000 Auswanderer in die USA transportiert wurden. Die Auslastung des Schiffes schwankte zwischen 1134 und 2685 Passagieren. Am 27. November 1913 verließ die Patricia Hamburg zu ihrer letzten Reise aus Deutschland nach New York.
Für das Jahr 1914 war sie zum dritten Mal für die beiden Ablösungstransporte nach China gechartert worden. Der Garnisonstransport begann diesmal am 12. Januar in Cuxhaven, wo das Schiff am 30. März wieder eintraf. Der letzte Ablösungstransport von fast 1500 Mann für das Kreuzergeschwader unter dem künftigen Kommandanten des Kanonenboots Tiger, Karl von Bodecker, verließ am 23. April dann Wilhelmshaven und traf am 3. Juni in Tsingtau ein. Nach sechs Tagen Aufenthalt lief die Patricia mit den abgelösten Besatzungsteilen des Geschwaders wieder zurück nach Europa und traf am 20. Juli 1914 wieder in Wilhelmshaven ein.
Der Ausbruch des Ersten Weltkriegs führt zum Verbleib des Schiffes im Hamburger Hafen, wo auch die Schwesterschiffe Graf Waldersee und Pretoria auflagen. Nur letztere wurde für das deutsche Landungsunternehmen gegen die baltischen Inseln als Truppentransporter genutzt.

## Amerikanischer Truppentransporter

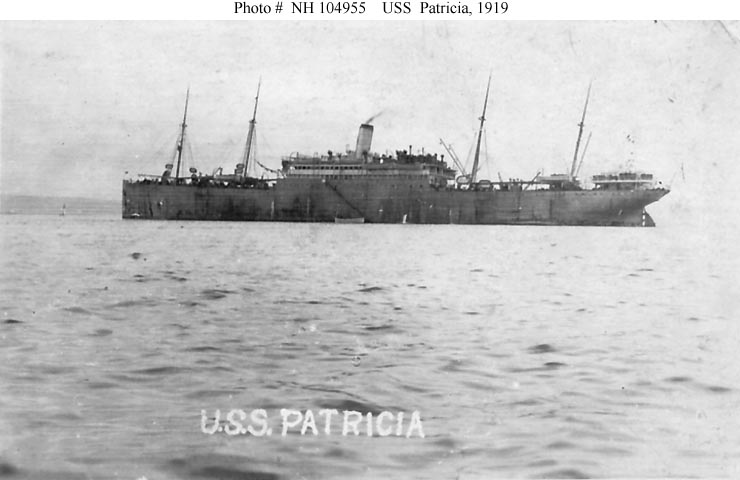
Patricia als US-Truppentransporter

Die Patricia und ihre beiden während des Krieges in Deutschland verbliebenen Schwesterschiffe mussten im März 1919 von den Deutschen ausgeliefert werden. Die Patricia wurde am 22. als erste nach Cowes überführt und von den Amerikanern übernommen, die sie schon am 28. in den Dienst der United States Navy übernahmen. Ihre erste Reise zur Rückführung amerikanischer Truppen in die USA begann am 30. März in Brest nach New York.
Die unmittelbar nach der Patricia ausgelieferten Pretoria und Graf Waldersee folgten auch ohne Namensänderung in diesen Dienst. Bereits seit Januar 1919 wurde ihr 1917 in den USA beschlagnahmtes Schwesterschiff Pennsylvania unter dem Namen USS Nansemond zur Rückführung amerikanischer Truppen eingesetzt.
Als die Patricia am 11. Juni 1919 New York zu ihrer zweiten Rückfahrt nach Frankreich verließ, wurde sie nach kurzer Zeit über Funk zur Unterstützung ihres Schwesterschiffes Graf Waldersee gerufen.
Diese hatte schon am frühen Abend Hoboken (New Jersey) verlassen und war bei dichtem Nebel südlich von Long Island vom Frachter Redondo gerammt worden. Starker Wassereinbruch im Maschinenraum hatte sie bewegungsunfähig gemacht, während die ebenfalls leckgeschlagene Redondo ihre Fahrt nach New York fortsetzen konnte, als die Patricia bei völliger Dunkelheit am Morgen des 12. am Kollisionsort eintraf. Die Patricia übernahm die wenigen
Passagiere der Graf Waldersee und alle nicht benötigten Mannschaften. Sie nahm das antriebslose Schwesterschiff in Schlepp, das mit Unterstützung eintreffender Schlepper vor Long Beach, Long Island, auf Grund gesetzt wurde.

Die Patricia setzte dann ihre Reise nach Brest fort, während die Graf Waldersee durch Taucher abgedichtet und bis zum 14. Juni leergepumpt wurde, um dann von vier Schleppern zurück nach New York zur Reparatur geschleppt zu werden.
Insgesamt machte die Patricia vier Rückführungsfahrten und brachte 8.865 Soldaten zurück in die Staaten. Die vier Schiffe führten insgesamt auf 16 Fahrten über 45.000 Soldaten der US Army in die USA zurück.
Am 13. September 1919 wurde das Schiff aus dem Dienst der US Navy wieder entlassen und am 18. Großbritannien überlassen, wo die Patricia weiterhin als Truppentransporter durch Ellerman’s Wilson Line eingesetzt wurde.

## Endschicksal
Die Patricia kehrte von ihrer letzten Reise als Truppentransporter Ende 1921 nach Großbritannien zurück und wurde dann in Blyth abgewrackt.